# Rijkswaterstaat

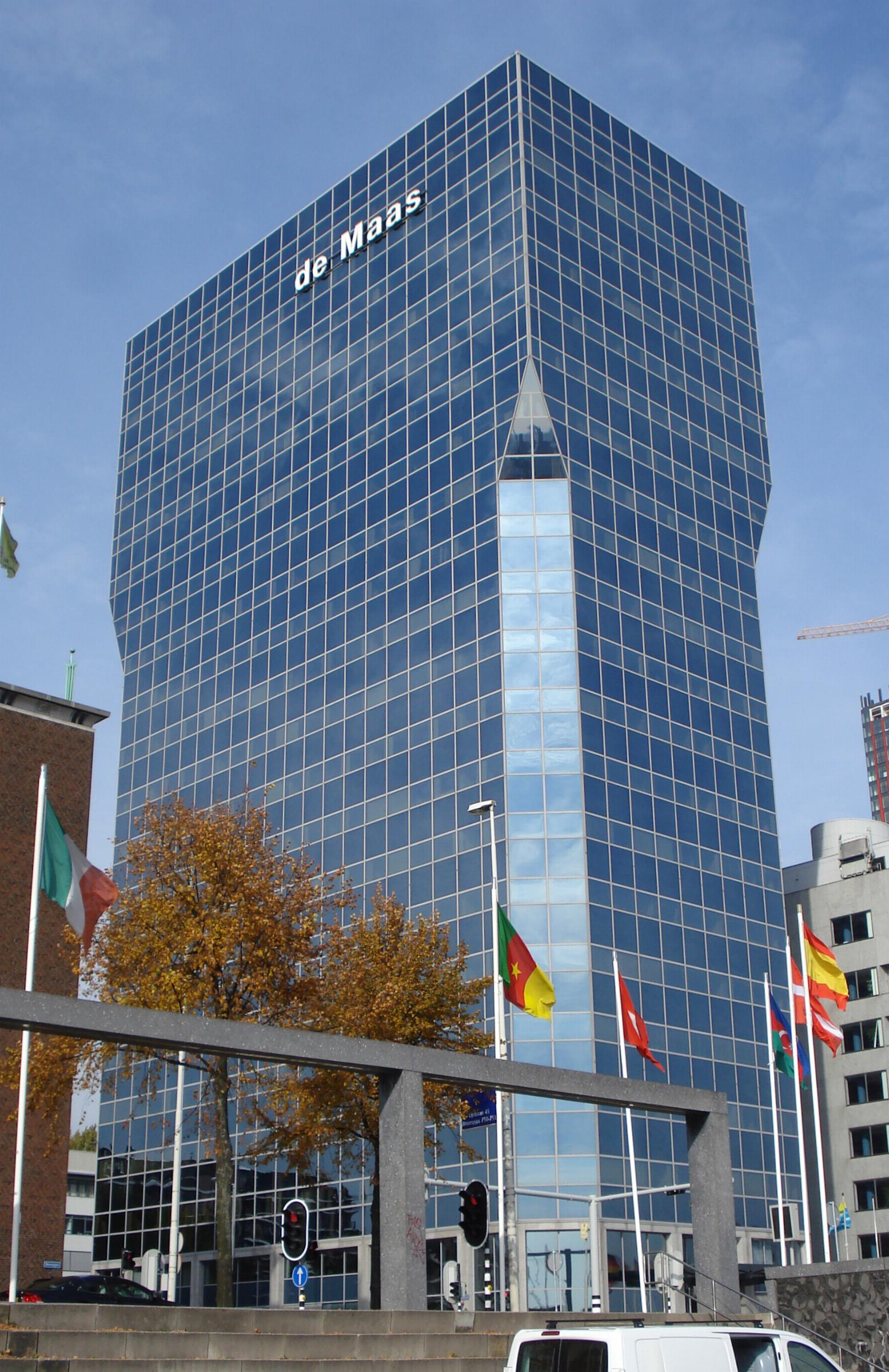
Sitz Rijkswaterstaat, Rotterdam, Zuid Holland

Rijkswaterstaat (RWS) ist eine Behörde in den Niederlanden, die für Bau und Unterhalt von Straßen und Wasserwegen zuständig ist. Auch die Bauabnahme von großen Eisenbahnprojekten wie der Betuweroute oder der HSL Zuid (Hochgeschwindigkeitsstrecke Süd) fällt in ihren Aufgabenbereich. 1798 als Bureau voor den Waterstaat (deutsch Amt für Wasserwirtschaft / Wasserbau) gegründet, wurde sie seit 1815 als Corps Ingenieurs van den Waterstaat en der Publieke Werken bezeichnet und trägt seit 1848 den heutigen Namen; damals entstanden auch lokale Wasserwirtschaftsämter in den Provinzen. Der RWS ist heute ein ausführendes Organ des Ministeriums für Infrastruktur und Wasserwirtschaft.
Der Name geht auf die frühere Bedeutung von -staat („Zustand“) zurück. Mit waterstaat war im 18. Jahrhundert also der Zustand der Kanäle, Uferbefestigungen, Deiche usw. gemeint. Das Motto der Behörde lautet: Rijkswaterstaat ist der Reichsdienst, der für trockene Füße, sauberes und ausreichend Wasser und schnellen, reibungslosen Verkehr sorgt. RWS ist in zehn regionale, sechs spezialisierte und zwei besondere Dienste aufgeteilt. Daneben gibt es drei operative Zentren für Verkehrsmanagement (Utrecht), Schifffahrtsmanagement (Rotterdam) und Wassermanagement (Lelystad). Insgesamt hat der RWS über 9.000 Mitarbeiter.
Die viel älteren und derzeit 21 Waterschappen, die als Wasserverbände für den regionalen Wasserhaushalt verantwortlich sind, gehören nicht zu RWS.

## Regionale Dienststellen
Rijkswaterstaat ist in regionale Dienststellen, früher Direktionen, gegliedert. An ihrer Spitze steht ein Hauptingenieur-Direktor. Die Regionen sind wiederum in Wasser- und Straßendistrikte unterteilt. Früher hatte jede Provinz ihre eigene regionale Organisation. Heute sind die Direktionen Groningen, Friesland und Drenthe zum Regionaldienst Nord-Niederlande zusammengefasst. Overijssel und Gelderland sind zum Regionaldienst Ost-Niederlande zusammengelegt. Meistens, aber nicht immer, ist eine Provinzgrenze auch die Grenze des Regionaldienstes.
Zurzeit sind folgende Dienststellen von Rijkswaterstaat tätig:
- RWS Noord-Nederland in Leeuwarden
- RWS Noord-Holland in Haarlem
- RWS Oost-Nederland in Arnhem
- RWS IJsselmeergebied in Lelystad
- RWS Zuid-Holland in Rotterdam
- RWS Utrecht in Nieuwegein
- RWS Zeeland in Middelburg

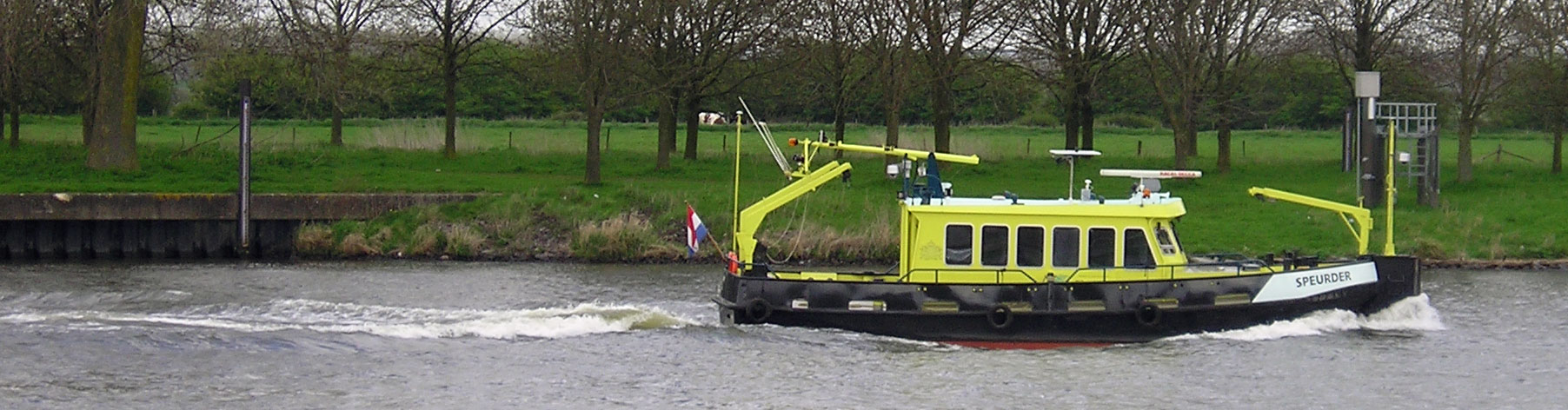
Dienstboot Speurder

- RWS Noord-Brabant in ’s-Hertogenbosch

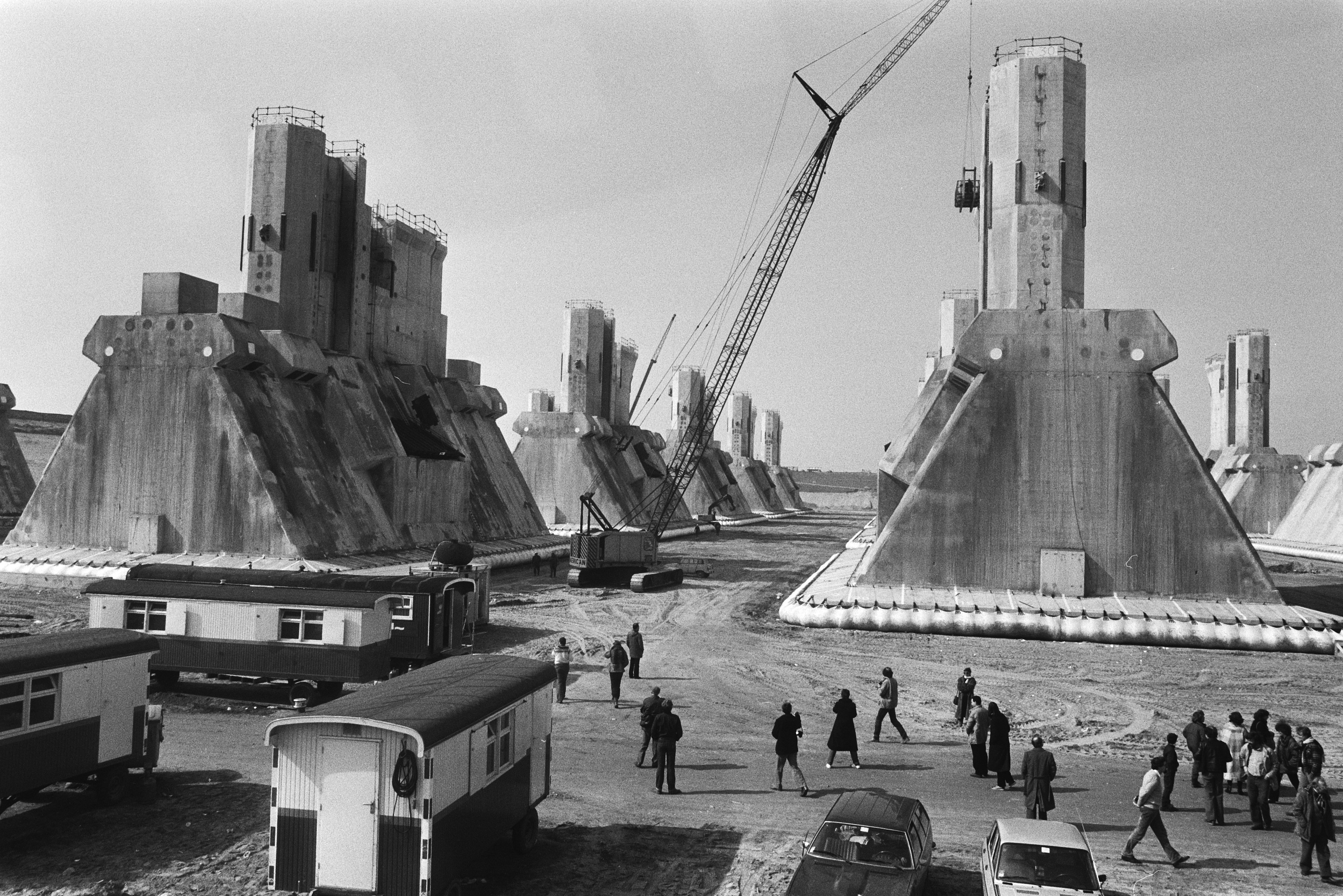
Bauarbeiten am Großprojekt der Deltawerke, eine Reaktion auf die Hochwasserkatastrophe von 1953. Baubeginn 1959, Fertigstellung 1987. Projektierung durch den RWS

- RWS Limburg in Maastricht
- RWS Noordzee in Rijswijk

## Spezialdienststellen
- Beratungsstelle Geo-Information und ITC in Delft
- Beratungsstelle Verkehr und Beförderung in Rotterdam
- Bauleitung in Utrecht
- Büro für Straßen- und Wasserbaukunde in Delft
- Reichsinstitut für Küste und See in Den Haag
- Reichsinstitut für Süßwasserbevorratung und Abwasserbehandlung in Lelystad
- Wasserdienst in Lelystad

## Wissenswertes
- Die Gründung der Behörde hängt zusammen mit dem Bau des Pannerdens-Kanal, um seine Unterhaltung zu organisieren und die vertraglich festgelegte Aufteilung in Waal und Nederrijn wasserwirtschaftlich zu kontrollieren.[3]
- Rijkswaterstaat ist aus dem Militär (Pioniere) entstanden, die ersten Mitarbeiter trugen Uniformen, heute tragen noch rund 1000 Angestellte die dunkelblaue Uniform.
- Im 19. Jahrhundert führte Rijkswaterstaat den Bau zahlreicher Kirchen durch, der bis heute so genannten Waterstaatskirchen.
- Mitarbeiter, die Straßen kontrollieren und für die Abfallentsorgung entlang der Autobahnen sorgen, sind Leiharbeiter.
- Während des Kalten Krieges waren viele Schleusenwärter automatisch Unteroffiziere.
- Die Streusalz-Depots entlang der Autobahnen sind Eigentum von Rijkswaterstaat. Bei Glatteis und Schneefall werden automatisch private Fuhrunternehmen für den Winterdienst geordert.
- Die Mitarbeiter der Dienste unterscheiden sich selbst: ich arbeite bei Nass, bedeutet, er arbeitet beim Wassersektor, oder bei Trocken, was die Arbeit bei der Straßenabteilung bedeutet.